# Pori
Pori (švédsky Björneborg) je město a obec, nacházející se na západním pobřeží Finska. Střed města leží asi 15 km od Botnického zálivu u ústí řeky Kokemäenjoki. Pori je nejdůležitějším městem provincie Satakunta.
Ve městě žije 83 192 lidí (k 31. lednu 2012) a jeho rozloha činí 511,88 km², z čehož 8,71 km² jsou vodní plochy. Hustota zalidnění je zde 151,4 obyvatele na km². Město je jednojazyčné, finské. Pori je desáté největší město ve Finsku.
Neogotické Juseliovo mauzoleum na hřbitově Käppärä ve středu města bylo postaveno v roce 1903 bohatým průmyslníkem F. A. Juseliem na památku jeho dcery, která zemřela v jejích 11 letech. Mauzoleum navrhl architekt Josef Stenbäck. Mauzoleum bylo původně vyzdobené freskami Akseliho Gallena-Kallely, ale ty byly později zničeny. Restauroval je Akseliho syn Jorma Gallen-Kallela s využitím skic svého otce.
Pori je kromě jiného známé písečnou pláží Yyteri, každoročním mezinárodním jazzovým festivalem Pori Jazz a výrobou piva Karhu.

## Politika
Pori je silnou základnou Sociálně demokratické strany Finska. Strana zde získává okolo 40 % hlasů. Opoziční Strana národní koalice dostala naposledy 19 % hlasů.

## Demografie
Mateřským jazykem více než 97,6 % populace je finština. Ostatní mluví arabsky, francouzsky, německy, rusky nebo švédsky. Švédská menšina tvoří asi 0,5 % obyvatel města. Je zde švédská škola a Klub švédské kultury, která je zaměřen na švédskou menšinu v regionu Satakunta.

## Další
Planetka 1499 Pori byl pojmenována podle města jejím objevitelem, finským astronomem Yrjöm Väisälou.

### Vysílač
Nedaleko Pori je vysílací stanice vysílající na středně dlouhých a krátkých vlnách. Anténa vysílače středně dlouhých vln je umístěna na 185 m vysokém ukotveném stožáru.

## Rodáci
- Kari Hotakainen (* 1957), jeden z nejúspěšnějších současných finských spisovatelů, prozaik, básník, dramatik a autor knížek pro děti

## Partnerská města
- Bremerhaven, Německo, 1967
- Eger, Maďarsko, 1973
- Kołobrzeg, Polsko, 1975
- Mâcon, Francie, 1990
- Porsgrunn, Norsko, 1956
- Riga, Lotyšsko, 1965
- Sønderborg, Dánsko, 1952
- Stralsund, Německo, 1968
- Sundsvall, Švédsko, 1940